# Pauillac
Pauillac é uma comuna francesa na região administrativa da Nova Aquitânia, no departamento da Gironda. Estende-se por uma área de 22,77 km². Em 2010 a comuna tinha 4 994 habitantes (densidade: 219,3 hab./km²).

## Tour de France

### Chegadas
- 2010 : (CR individual/equipas)